# Kamil Roškot

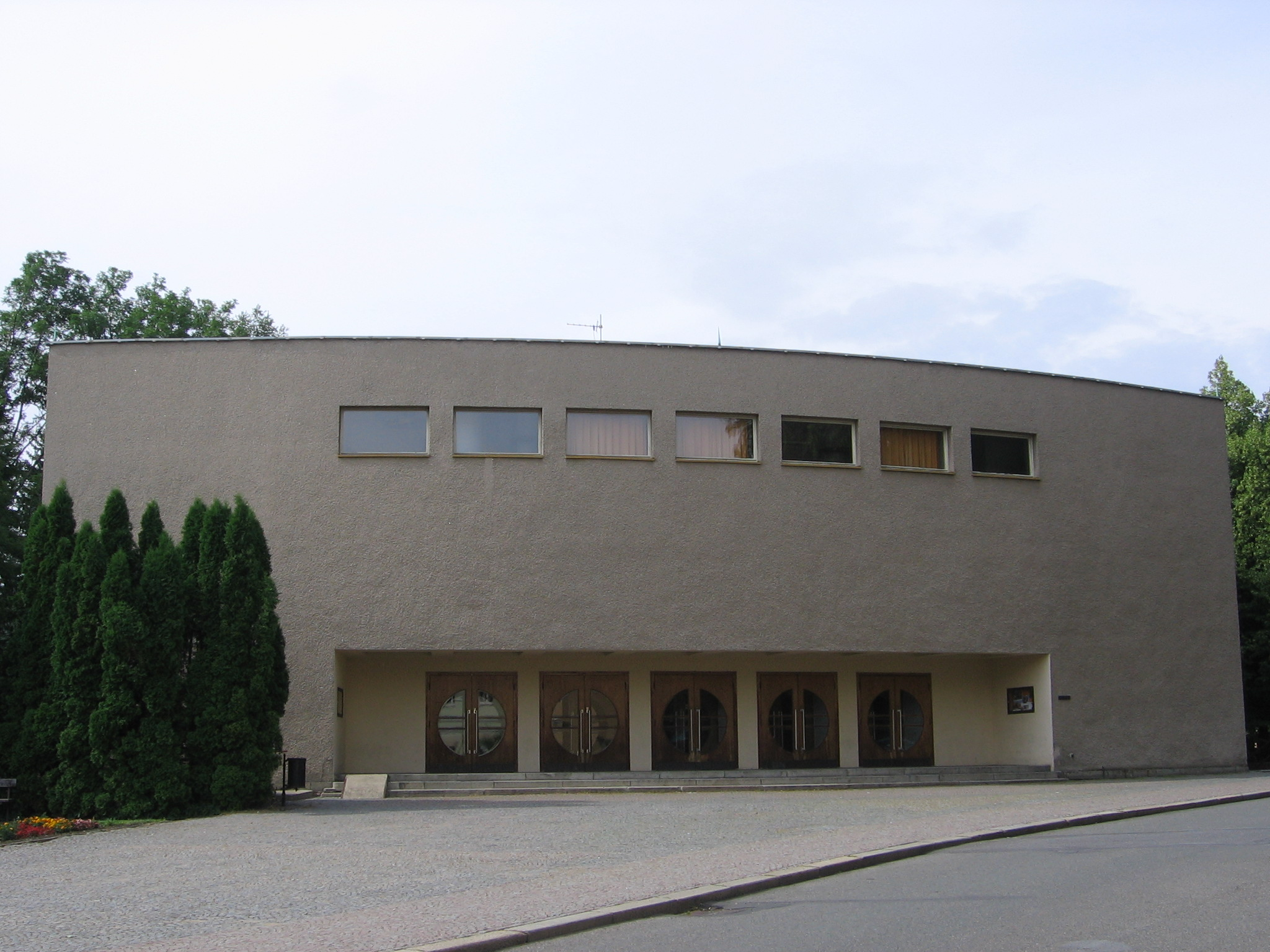
Ústí nad Orlicí, Roškotovo divadlo (dokončeno 1935)

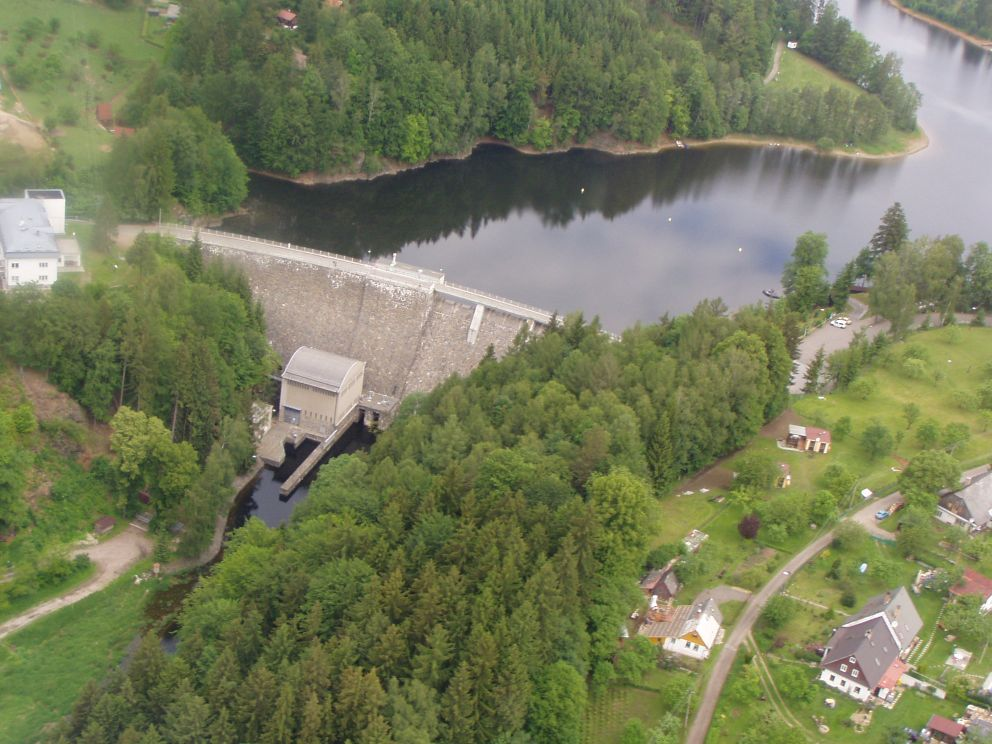
Pastvinská přehrada (výstavba 1933–1938)

Kamil Roškot (29. dubna 1886 Vlašim – 12. července 1945 Paříž) byl český architekt období funkcionalismu. Jeho sestra byla malířka Anna Roškotová.

## Biografie
- 29. dubna 1886 narozen ve Vlašimi
- 1896–1904 studium na gymnáziu v Křemencově ulici v Praze
- 1904–1910 studium stavitelství na Německé vysoké škole technické v Praze, zároveň externě studium architektury na Českém vysokém učení technickém v Praze
- 1904 studijní cesta do Německa, studijní cesta do Belgie a Holandska
- 1911–1913 studium filozofie a dějin umění na Univerzitě Karlově v Praze a studium kresby u prof. Maxe Švabinského na Akademii výtvarných umění v Praze
- 1913 studijní cesta do Itálie, Tunisu a Alžírska, vystavuje kresby z cest v Klubu akvarelistů ve Vídni
- 1914–1918 válečná služba v rakousko-uherské armádě na srbské a ruské frontě
- 1917–1918 opětné, válečnými povinnostmi ztížené studium stavitelství na Německé vysoké škole technické v Praze
- 1919–1922 studium architektury u prof. Jana Kotěry na Akademii výtvarných umění v Praze
- 1921 zakládajícím členem Sdružení stavební tvorby (od r. 1923 Sdružení architektů)
- 1922 studijní cesta do Itálie
- 1924 studijní cesta do Holandska a Anglie, členem Spolku výtvarných umělců Mánes
- 1926 studijní cesta do Itálie a Tunisu
zlatá medaile veletrhů v Miláně za stavbu československého pavilónu
studijní cesta do Švýcarska a Itálie
- 1928 zakládajícím členem a předsedou Asociace akademických architektů
- 1939 sňatek s akad. malířkou Helenou Broftovou-Piťhovou
- 12. července 1945 zemřel v Paříži
- 1946 posmrtná výstava celoživotního díla v Uměleckoprůmyslovém muzeu Obchodní a živnostenské komory v Praze
- 1947 státní cena in memoriam za celoživotní architektonické dílo

## Dílo

### Realizované stavby (výběr)

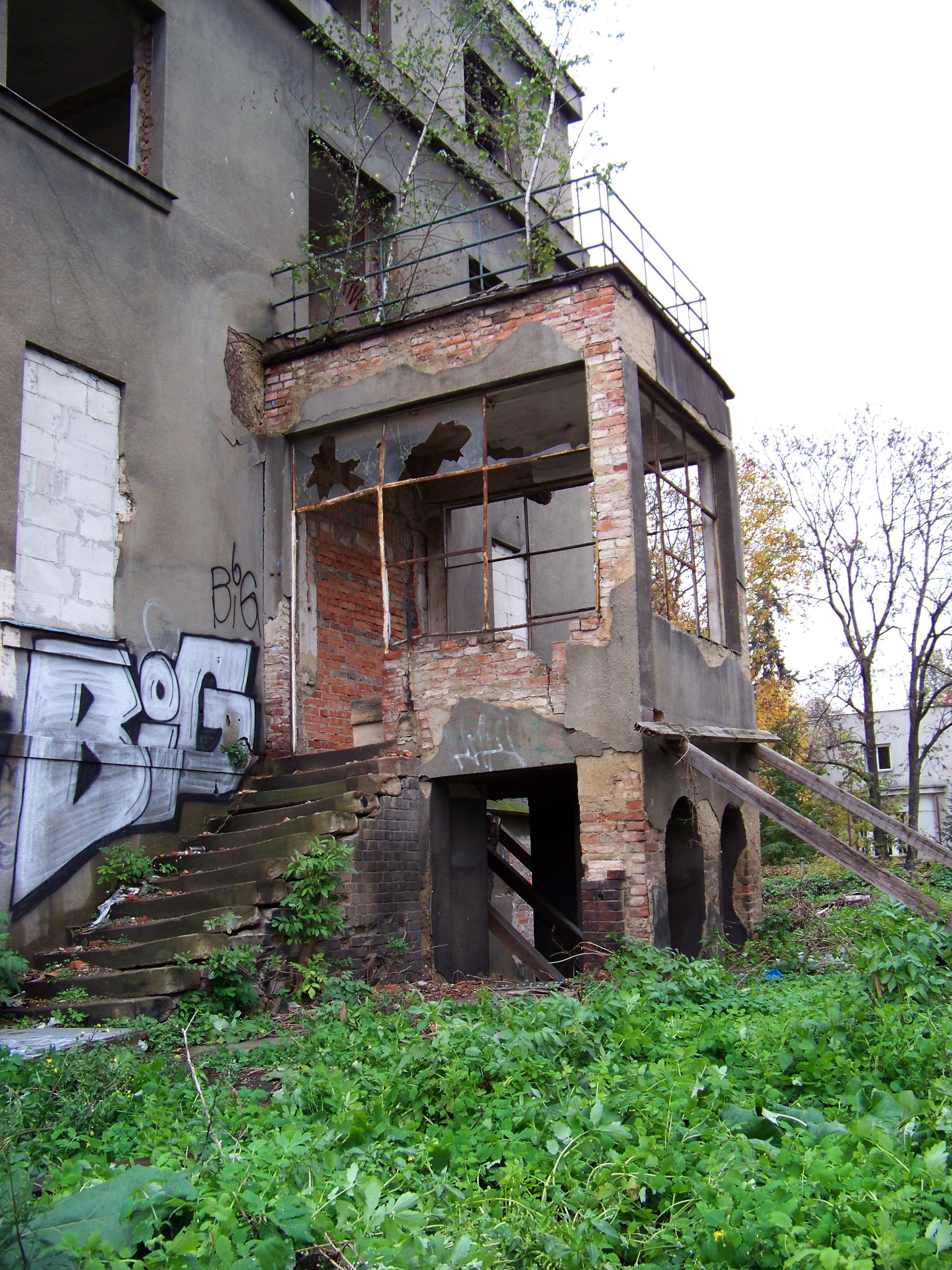
Roškotova rodinná vila (Praha-Bubeneč, Milady Horákové 179/102), stav 2012

- Vlastní pozorovací stanoviště těžkého dělostřelectva, (1916)
- Nájemní obytný dům architekta Františka Strnada, Praha 7, Čechova 29, (1923–1924)
- Rodinný dům, Praha 10, Chorvatská 7, (1923)
- Obytné domy státních zaměstnanců, Praha 6, Evropská 6-10, (1924)
- Československý veletržní pavilon, Milán, Itálie (1926–1927; spolupráce Ing. C. Klouček)
- Přestavba rodinného domu s vlastním bytem, Praha 6, Milady Horákové 102, (1927–1928) – objekt čeká demolice[2]
- Pavilon města Prahy na výstavě soudobé kultury v Brně, (1928)
- Obchodní a obytný dům pojišťovny Reunione adriatica di Sicurtà, Praha, Jungmannovo nám., (1929; při realizaci projekt změněn Fritzem Lehmannem)
- Sokolovna ve Vlašimi, (1930)
- Zdymadlo, Vrané nad Vltavou, (1931)
- Zdymadlo, Brandýs nad Labem, (1931)
- Zdymadlo, Štěchovice, (návrh asi 1932, realizace 1937–1942)
- Československý pavilon na výstavě Století pokroku, Chicago, USA, (1933)
- Hrobka českých králů, katedrála sv. Víta, Praha, (1934–1935; spolupráce na erbech: sochař Ladislav Kofránek)
- Divadlo v Ústí nad Orlicí, (1934–1935)
- Nejvyšší účetní a kontrolní úřad, Praha 7, Milady Horákové 85, (1935; realizováno 1939 jako ministerstvo vnitra, spolupráce Josef Kalous, Jaromír Krejcar a Jan Zázvorka)
- Přehrada na Divoké Orlici, Pastviny, (1933–1938)
- Československý pavilon na světové výstavě, New York, USA, (1939)

### Významné nerealizované projekty (výběr)
- Projekt hotelu v Schätzenwaldu na Šumavě (dnes osada Rokyta), (1921)
- Soutěžní návrh státní galerie Kampa, Praha, (1923)
- Projekt budovy parlamentu na Letné, Praha, (1929)
- Soutěžní návrh na regulaci města Santo Domingo a stavbu Kolumbova majáku, Santo Domingo, Dominikánská republika, (1929)
- Soutěžní projekt Úrazové dělnické pojišťovny, Praha, (1929)
- Soutěžní návrh letiště v Praze-Ruzyni, Praha, (1932)
- Návrh na budovu ministerstva veřejných prací, Praha, (1930)
- Vítězný návrh na Národní památník Domažlice z roku 1930, realizován jen robustní složený základní kámen, Baldov (1931)